# Myślenice
Myślenice (udtale: [mɨɕlɛˈɲit͡sɛ]) er en by og en kommune i det sydøstlige Polen. Den ligger i voivodskabet Lillepolen (Województwo małopolskie) og har 18.051(2021) indbyggere, og et areal på 30,1 km². Den er administrationsby i powiat (amt) Myślenice.

## Geografi
Byen ligger på floden Raba ca. 26 km syd for Kraków. Floden er opdæmmet øst for byens centrum for at danne Jezioro Dobczyckie reservoiret.

## Historie
De første omtaler af Myślenice stammer fra 1253-1258. På det tidspunkt var det en defensiv bosættelse med et slot og befæstninger, bygget til at beskytte Kraków fra syd. I 1342 fik Myślenice sine Magdeburg-rettigheder, og byen begyndte at udvikle sig til et lokalt handelscenter. Blandt de besøgende, der kom her, var den polske digter og forfatter Mikolaj Rej (1505-1569), som skrev en del af sit Life of an Honest Man under sit ophold her; kong Władysław II Jagiełło og dronning Jadwiga; den tyske kejser Sigismund; og andre personligheder.